# Derambila brunneicosta
Derambila brunneicosta là một loài bướm đêm trong họ Geometridae.